# Ali Abi Issa
Ali Abi Issa (ur. 1966) – polski duchowny muzułmański pochodzenia palestyńskiego, były przewodniczący Rady Naczelnej Ligi Muzułmańskiej w Rzeczypospolitej Polskiej.

## Życiorys
Jego rodzice byli Palestyńczykami spod Akki (oboje uciekli do Libanu na przełomie lat 40.i 50. XX wieku). Ali Abi Issa urodził się i wychowywał w obozie dla uchodźców w Bejrucie, jako jedno z sześciorga dzieci swoich rodziców. W latach 80. XX wieku emigrował do Polski. Studiował mechanikę na Politechnice Opolskiej. W 2010 uzyskał stopień doktora nauk humanistycznych w zakresie religioznawstwa na Uniwersytecie Jagiellońskim w Krakowie. Jest również specjalistą prawa Szari'a i teologii muzułmańskiej (tytuł uzyskał w Instytucie Nauk Humanistycznych i Islamistycznych w Paryżu). Pełni funkcję imama i dyrektora Muzułmańskiego Centrum Kulturalno-Oświatowego we Wrocławiu. Był przewodniczącym Rady Naczelnej Ligi Muzułmańskiej w RP.
Jego żona Iwona jest nauczycielką historii.